# Nilo Zandanel
Nilo Zandanel (Cibiana di Cadore, 8 novembre 1937 – Pieve di Cadore, 25 luglio 2015) è stato un saltatore con gli sci e combinatista nordico italiano.
Nel 1964 realizzò il record del mondo di salto con gli sci.

## Biografia

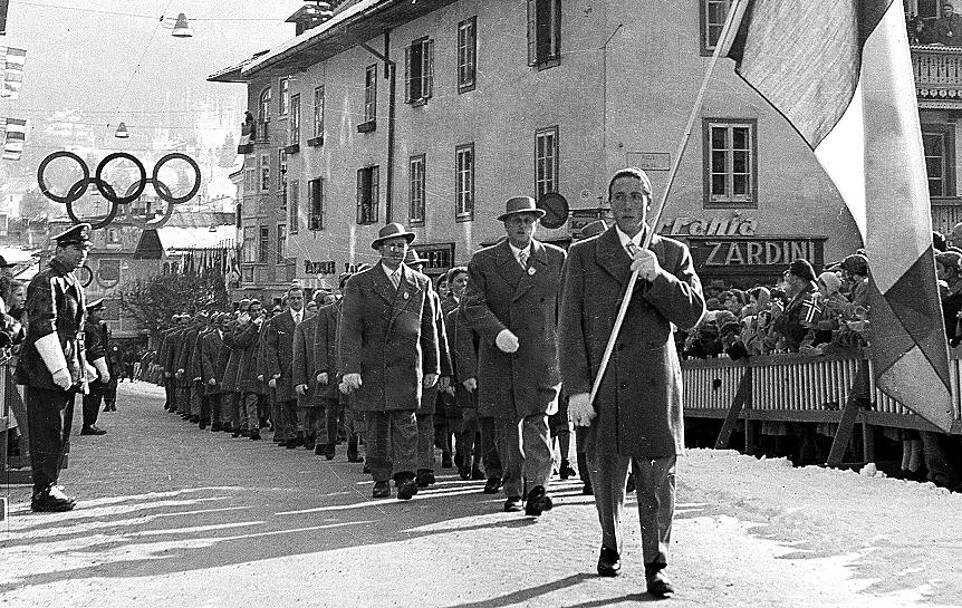
Nilo Zandanel portabandiera dell'Italia ai giochi olimpici di Cortina 1956

Nilo Zandanel gareggiò ai Giochi Olimpici Invernali del 1960 e 1964. Fu il portabandiera della squadra italiana alla cerimonia di apertura dei giochi olimpici invernali di Cortina nel 1956, a cui però non partecipò. Zandanel vinse quattro volte il campionato italiano di salto con gli sci nel 1959, 1960, 1965 e 1967, mentre vinse anche 5 medaglie d'argento nel 1957, 1958, 1961, 1964 e 1966.
Nel 1958 vinse la medaglia di bronzo della combinata nordica ai campionati italiani di sci nordico. Zandanel giunse al terzo posto nel Torneo dei Quattro Trampolini (Vierschanzentournee) nel 1960/61. Ha gareggiato ai Campionati del Mondo nel 1962, posizionandosi al 28º posto.
Il 16 febbraio 1964, presso il trampolino Heini Klopfer di Oberstdorf (Germania), Zandanel realizzò il record del mondo di salto con gli sci volando a 144 metri, battendo di due metri il precedente record di Dalibor Motejlek realizzato appena tre giorni prima. Il primato stabilito da Zandanel fu battuto l'anno successivo sul trampolino Kulm a Tauplitz (Austria) il 21 marzo 1965 dal tedesco dell'est Peter Lesser con 145 metri.
Nel 1966 partecipò ai campionati del mondo di Oslo.

## Palmarès
Olimpiadi invernali
- Squaw Valley 1960: 36º posto

Nilo Zandanel nel 1959

- Innsbruck 1964: 37º posto nel trampolino normale e 25º posto nel trampolino lungo

Campionato italiano di salto con gli sci
- Oro:  1959, 1960, 1965, 1967
- Argento: 1957, 1958, 1961, 1964, 1966
- Bronzo: 1956

Campionato italiano di combinata nordica
- Bronzo: 1958

Torneo dei quattro trampolini
- Edizione 1960/1961: 7º posto

Coppa Kongsberg
- Vittorie nella gara singola: 1959 e 1964
- Vittoria nella gara a squadre: 1964